# Northrop Grumman RQ-4 Global Hawk
Northrop Grumman RQ-4 Global Hawk je vojenský bezpilotní letoun operující za každého počasí během dne i noci. Global Hawk je zařazen do amerického letectva a plní podobnou roli jako Lockheed U-2. Téměř v reálném čase dokáže poskytovat snímky rozsáhlých zeměpisných oblastí ve vysokém rozlišení. Během průzkumné mise dokáže zmapovat 100 000 km² terénu denně.
Byl vyvinut společností Ryan Aeronautical, která je nyní součástí firmy Northrop Grumman. Informace poskytované letadly Global Hawk umožňují lepší zaměření pozemních cílů a větší ochranu vlastních jednotek působících v dané oblasti.

## Vznik a vývoj
Původ Global Hawk sahá do roku 1995, kdy byl agenturou DARPA iniciován program výškového bezpilotního letounu s velkou výdrží. Global Hawk vzlétl poprvé 28. února 1998 na základně Edwards v Kalifornii. Náklady na výzkum a vývoj RQ-4 se vyšplhaly na 3,78 miliardy amerických dolarů, čímž se stal nejdražším dodnes vyvinutým bezpilotním prostředkem.

## Konstrukce

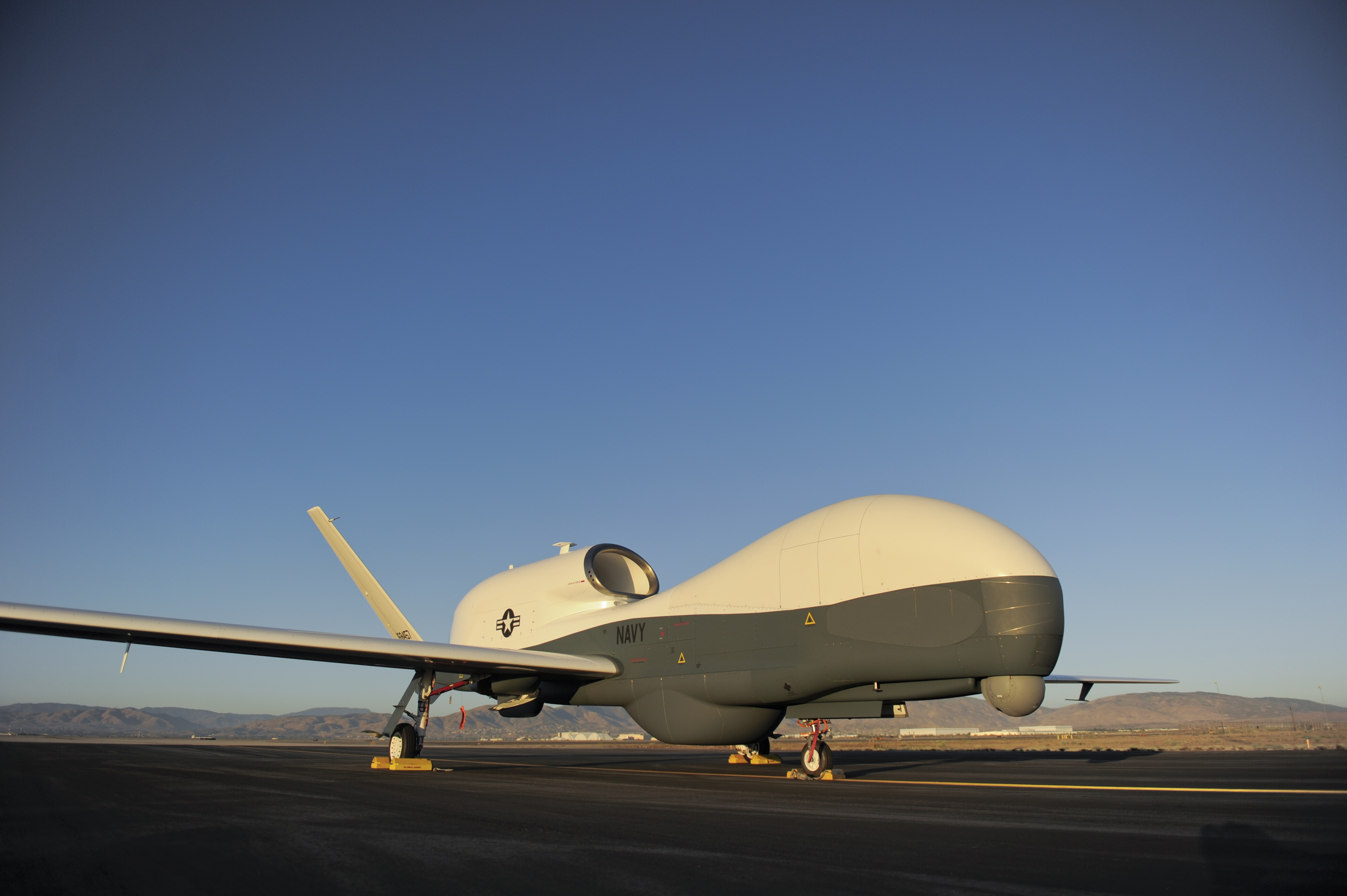
RQ-4A sloužící u US Navy

### Drak
Křídla s rozpětím 39,9 m jsou zhotovena z kompozitů na bázi uhlíkového vlákna a v jejich nitru jsou ukryty palivové nádrže. Další palivová nádrž se nachází v trupu letadla.

### Avionika
Sadu senzorů nejmodernější verze RQ-4B Block 40 tvoří AESA radiolokátor (radar s aktivním vychylováním paprsku), elektrooptické a infračervené systémy.
Ve spodní části trupu za šachtou přední podvozkové nohy se nachází radar MP-RTIP, pracující v pásmu X ve dvou režimech – v režimu s vysokou rozlišovací schopností SAR (Synthetic Aperture Radar) nebo v režimu indikace pohyblivých cílů MTI (Moving Target Indication).
Další průzkumné vybavení – elektrooptický a infračervený senzor se nachází ve stabilizovaném modulu v přední spodní části letadla. Stabilizovaný modul se může pohybovat v horizontální rovině ± 80° a ve vertikální rovině v rozsahu ± 15°.
Průzkumné údaje získané senzory je možné přenášet prostřednictvím výkonného datového spoje a satelitního komunikačního systému do pozemního řídícího a vyhodnocovacího střediska.
Pro zlepšení schopnosti přežití je Global Hawk vybaven obranným systémem, který se skládá z laserového výstražného přijímače, radarového varovného přijímače a rušícího systému. K oklamání nepřátelské protiletecké obrany slouží vlečená návnada ALE-50, která působí jako přednostní cíl, lákající nepřátelské rakety pryč od letadla.

### Motor
Pohonnou jednotku tvoří dvouproudový motor Rolls-Royce F137-RR-100 s maximálním tahem 34 kN. Je umístěn v horní zadní části trupu mezi dvěma ocasními plochami ve tvaru písmene "V".

## Operační nasazení

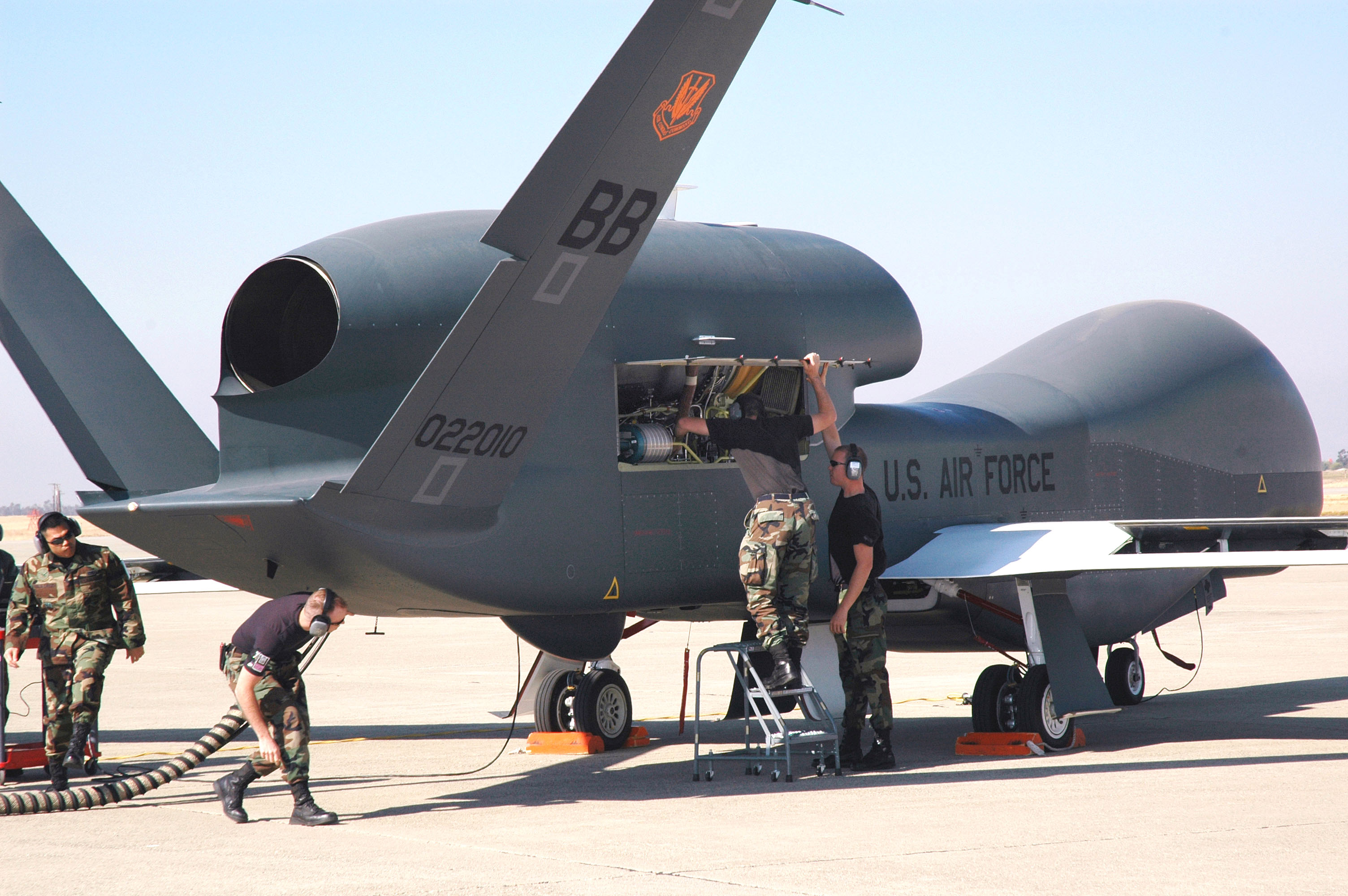
Údržba stroje Global Hawk

### Válka v Afghánistánu
Krátce po teroristických útocích z 11. září 2001 byly letouny Global Hawk nasazeny v zámoří. Od listopadu 2001 se tyto bezpilotní prostředky zapojily do operace Trvalá svoboda. Letadla Global Hawk byla vyslána na 60 průzkumných misí, v rámci kterých nalétala 1 200 hodin a poskytla v reálném čase 17 000 snímků.

### Válka v Iráku
Během operace Irácká svoboda, provedl Global Hawk pouze 5 % průzkumných letů ve velkých výškách, které však poskytly více než 55 % snímků, sloužících na podporu bombardování pozemních cílů.

### Pátrání v Nigérii
V květnu 2014 byl americký Global Hawk spolu s letadlem MC-13 zapojen do pátrání po unesených školačkách v Nigérii.

### Boj proti Islámskému státu
V říjnu 2014 začala operace Bytostné odhodlání, do které se zapojily také bezpilotní letouny Global Hawk. Ty pomáhají identifikovat přátelské i nepřátelské síly, sledují přesuny nepřítele a všechny zjištěné informace poskytují pozemnímu řídícímu středisku.

### Válka na východní Ukrajině
Od roku 2015 tyto letouny provádějí průzkumné operace na východě Ukrajiny. Létají ve vysokých výškách, aby ztížily zachycení radary. Během letu se typicky pohybují jen nad územím ovládaným vládními silami, vyhýbají se Krymu a oblastem kontrolovaným proruskými separatisty. Stroje označené FORTE 10, FORTE 11, FORTE 12 a GINGR68 startují ze Sicílie a téměř každý den létají kolem poloostrova Krym ve výšce kolem 16 km až téměř po přístav Soči.[zdroj?]

### Ruská invaze na Ukrajinu (2022)
V únoru 2022 se zvýšil počet letů nad Ukrajinou v souvislosti s obsazením východní části Ukrajiny vojsky Ruské federace v rámci "mírové operace" po uznání Luhanské a Doněcké republiky.

## Uživatelé
- Japonsko

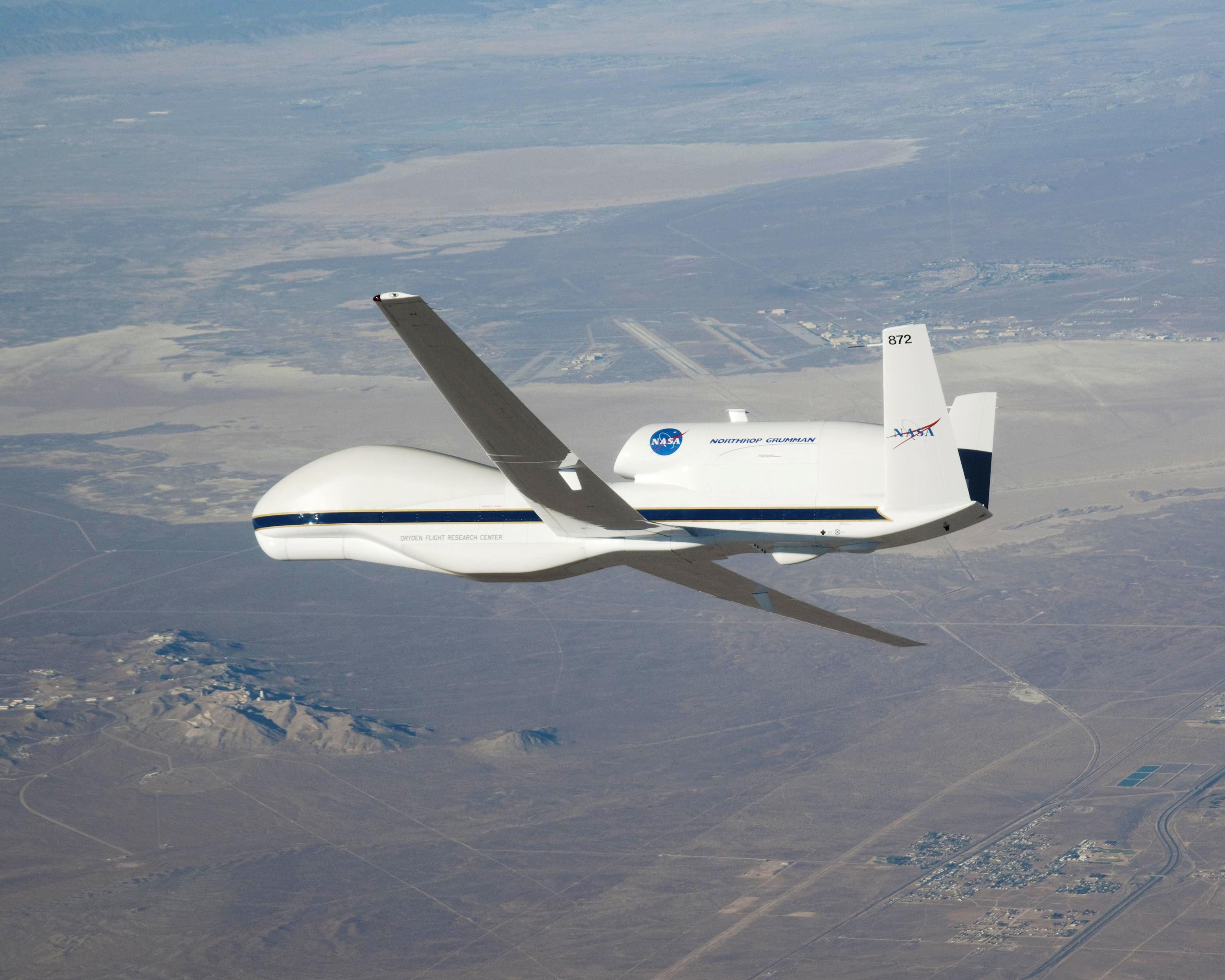
Global Hawk provozovaný NASA

  - Japonské vzdušné síly sebeobrany – Roku 2018 objednány tři letouny RQ-4 Block 30i.[9]

- Jižní Korea
  - Letectvo Korejské republiky – Objednány čtyři letouny RQ-4. První byl dodán 23. prosince 2019 a poslední v říjnu 2020.[10][11]

- Severoatlantická aliance
  - Alliance Ground Surveillance – Objednáno pět RQ-4. První dodán roku 2019.[12]

- USA
  - United States Air Force
  - United States Navy
  - NASA

## Specifikace (RQ-4B Block 30/40)

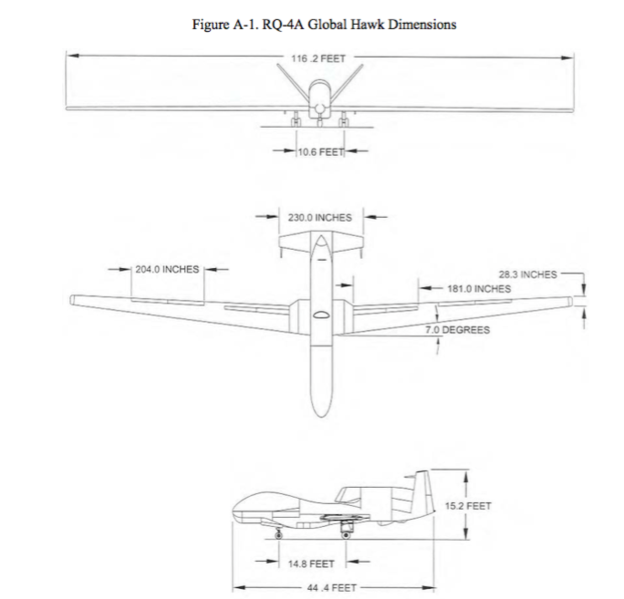
RQ-4

### Hlavní charakteristiky
- Posádka: 0 (ovládané na dálku 3 osobami)[13]
- Délka: 14,5 m
- Rozpětí křídel: 39,9 m
- Výška: 4,7 m
- Nosná plocha: 42,7 m²
- Prázdná hmotnost: 6 781 kg
- Maximální vzletová hmotnost: 14 628 kg
- Pohonná jednotka: 1 × dvouproudový motor Rolls-Royce F137-RR-100 o tahu 34 kN

### Výkony
- Maximální rychlost: 629 km/h
- Dolet: 22 779 km
- Dostup: 18 300 m
- Výdrž: 32+ hodin